# Атлантическа харта
Атлантическата харта е подписана на 14 август 1941 г. на срещата между президента на САЩ Франклин Рузвелт и министър-председателя на Великобритания Уинстън Чърчил, известна като Атлантическа конференция.
Срещата се провежда на борда на военни кораби на котва в американската военноморска база Арджентша, Нюфаундленд, където двамата държавни ръководители са пристигнали под прикритие. Атлантическата харта е основен програмен документ на антихитлеристката коалиция, въпреки че към момента на подписването САЩ все още не участва във войната. Хартата установява виждане за света след Втората световна война и Организацията на обединените нации и дава тласък за подписването на следващи споразумения като Общото споразумение за митата и търговията, формирането на НАТО, както и независимостта на британските и френските колонии след края на войната.

## Реакция
На 24 септември 1941 г. към Атлантическата харта се присъединяват Съветският съюз, нападнат през юни 1941 г. от Нацистка Германия, и правителствата в изгнание на 9 окупирани страни: Белгия, Чехословакия, Гърция, Люксембург, Нидерландия, Норвегия, Полша, Югославия и представители на генерал де Гол 
Страните от Оста я тълкуват като потенциален съюз срещу тях. В Токио Атлантическата харта води до подкрепа за милитаристите в японското правителство, които настояват за по-агресивен подход към САЩ и Великобритания.
Общественото мнение във Великобритания и в Британската империя (особено сред дейците на движението за независимост на Индия) приема радушно принципите изложени в хартата, но е разочаровано от това, че САЩ не влизат във войната. Самият Чърчил признава, че се е надявал САЩ най-сетне да се ангажират. В САЩ хората също приемат радушно принципите на хартата, но се притесняват от това, че тя ги тласка по-близо до войната.
Хартата служи за основа на Декларацията на Обединените нации, подписана на 1 януари 1942 г. от представителите на 26 страни, воюващи срещу Тристранния пакт, както и на Хартата на Обединените нации, подписана на 26 юни 1945 г. в Сан Франциско.